# Tour du Sud-Est
Die Tour du Sud-Est war ein französischer Straßenradsportwettbewerb, der als Etappenrennen für Berufsfahrer veranstaltet wurde.

## Geschichte
Das Rennen wurde 1919 begründet und fand bis 1983 statt. Es hatte 20 Ausgaben und fand in der Regel über 6 bis 11 Etappen statt. 1955 bis 1957 fusionierte das Rennen mit dem „Circuit des 6 Provinces“ und hieß „Tour des Provinces du Sud-Est“.
1964 und 1965 wurde das Rennen mit der „Tour du Var“ vereint und hieß „Circuit du Provençal“.
Die Strecke führte durch die Regionen Provence-Alpes-Côte d’Azur, Languedoc-Roussillon und Rhône-Alpes.

## Palmarès
- 1919  Alfred Steux
- 1920  Francis Pélissier
- 1921–1923 nicht ausgetragen
- 1924  Alfredo Binda
- 1925  André Villevieille
- 1926  José Pelletier
- 1927  Marcel Maurel
- 1928  François Menta
- 1929  Georges Cuvelier
- 1930–1937 nicht ausgetragen
- 1938  Oreste Bernardoni
- 1939  Nello Troggi
- 1940–1949 nicht ausgetragen
- 1950  Marius Bonnet
- 1951  Robert Bonnaventure
- 1952   Bernard Gauthier
- 1953   Roger Hassenforder
- 1954  Jean Dacquay
- 1955  Charly Gaul
- 1956  Jean Stablinski
- 1957  Jean Graczyk
- 1958  Bernard Gauthier
- 1959  René Privat
- 1960  Tom Simpson
- 1961 nicht ausgetragen
- 1962  Gérard Thiélin
- 1963  Jean-Claude Lebaube
- 1964  Jean-Claude Annaert
- 1965  Federico Bahamontes
- 1966–1982 nicht ausgetragen
- 1983  Jean-Marie Grezet